# Hilla
Hilla vagy el-Hilla (arabul الحلة; tudományos átírásban al-Ḥilla, al-Ḥillah; jelentése: táborhely, megálló) város Irak központi részén, Bábil kormányzóság székhelye, az ország nyolcadik legnépesebb városa (573  342 fő, 2012, becslés). Az ókori Babilon közelében fekvő város a középkor századaiban a síita iszlám egyik fontos kulturális központja volt.

## Fekvése
Hilla Bagdadtól mintegy 110 kilométerre délre, az Eufrátesz bal oldali mellékága, a Satt el-Hilla partján fekszik, átlagosan 26 méteres tengerszint feletti magasságban. Jelentős közlekedési csomópont: egyfelől a Bagdad–Baszra vasútvonal egyik állomása és kiemelt folyami kikötő, másfelől az Iránt az iraki síita szent helyekkel, Kerbelával és Nedzseffel összekötő zarándokút fontos állomáshelye.

## Története
A mai Hilla vidéke az ókori Mezopotámia központi részére esik, a várostól 8 kilométerre északra állt egykor Babilon, és olyan további jelentős ókori települések romjai találhatóak a környéken, mint Borszippa vagy Kis. Hilla városát az akkor itt folyó Eufrátesz jobb partján alapította 1101-ben, Hillat Baní Mazjad (Ḥillat Banī Mazyad) (A Mazjad-törzs táborhelye) néven az abbászida kalifa, al-Musztazhir oldalán harcoló emír, a Mazjad törzs feje, Szadaka. Egyes források szerint az Eufrátesz bal partján már ezt megelőzően is állt egy al-Dzsámián (al-Ǧāmiʿān) nevű város, amely később egyesült Hillával. Szadaka székhelyévé tette az új, erődített várost és innen kiindulva hódította meg 1104-ben Vászit, 1106-ban pedig Baszra és Tikrit városát. 1108-as halálát követően 1118-ig I. Mehmed Tapar szeldzsuk szultán kezén volt a város.
A 12. század végétől a síita iszlám egyre pezsgőbb kulturális központja lett Hilla, a tizenkettes sía szellemében működő medreszéiből olyan imámita teológusok és jogtudósok kerültek ki, mint Ibn al-Bitrik (1203–?), al-Hillí (1250–1325) vagy Ibn Fahd (1351–1437). A 15. századot követően Hilla kulturális szerepe elenyészett, és a város az Eufrátesz közelségének köszönhetően fontos kereskedőváros lett, s különösen a 18. századtól – már az Oszmán Birodalom keretén belül – indult fejlődésnek.
Alapvetően a környék mezőgazdasági termékeinek elosztó központja lett, ám az Eufrátesz szabályozását követően kereskedelmi szerepe is visszaesett. A rendezés következtében ugyanis az 1830-as években az Eufrátesz folyómedre nyugatra, ma ismert helyére került, s a Hillánál folyó régi ág – mai nevén Satt el-Hilla – az 1880-as évekre csaknem teljesen ki is száradt. A helyzet megmentése érdekében épült fel 1911–1913 között a hindíjai duzzasztógát, amelynek köszönhetően a Satt el-Hilla vízhozama is visszaállt.
1920-ban véres felkelés tört ki a városban a brit megszállók ellen, amelynek során a helyiek közel háromszáz brit katonát mészároltak le. Immár Irak részeként, az 1960-as évektől Hilla kereskedelme, majd ipara (élelmiszeripar, gépgyártás) ismét fellendült, s Bábil kormányzóság székhelyeként a környék gazdasági-kulturális központja lett.
Egyes apokrif hagyományok szerint a mai Hilla környékén halt mártírhalált a zsidó próféta, Ezékiel, és sírja is a közelben keresendő. A város közelében fekszenek az ókori Babilon város romjai.